# Turdídeos

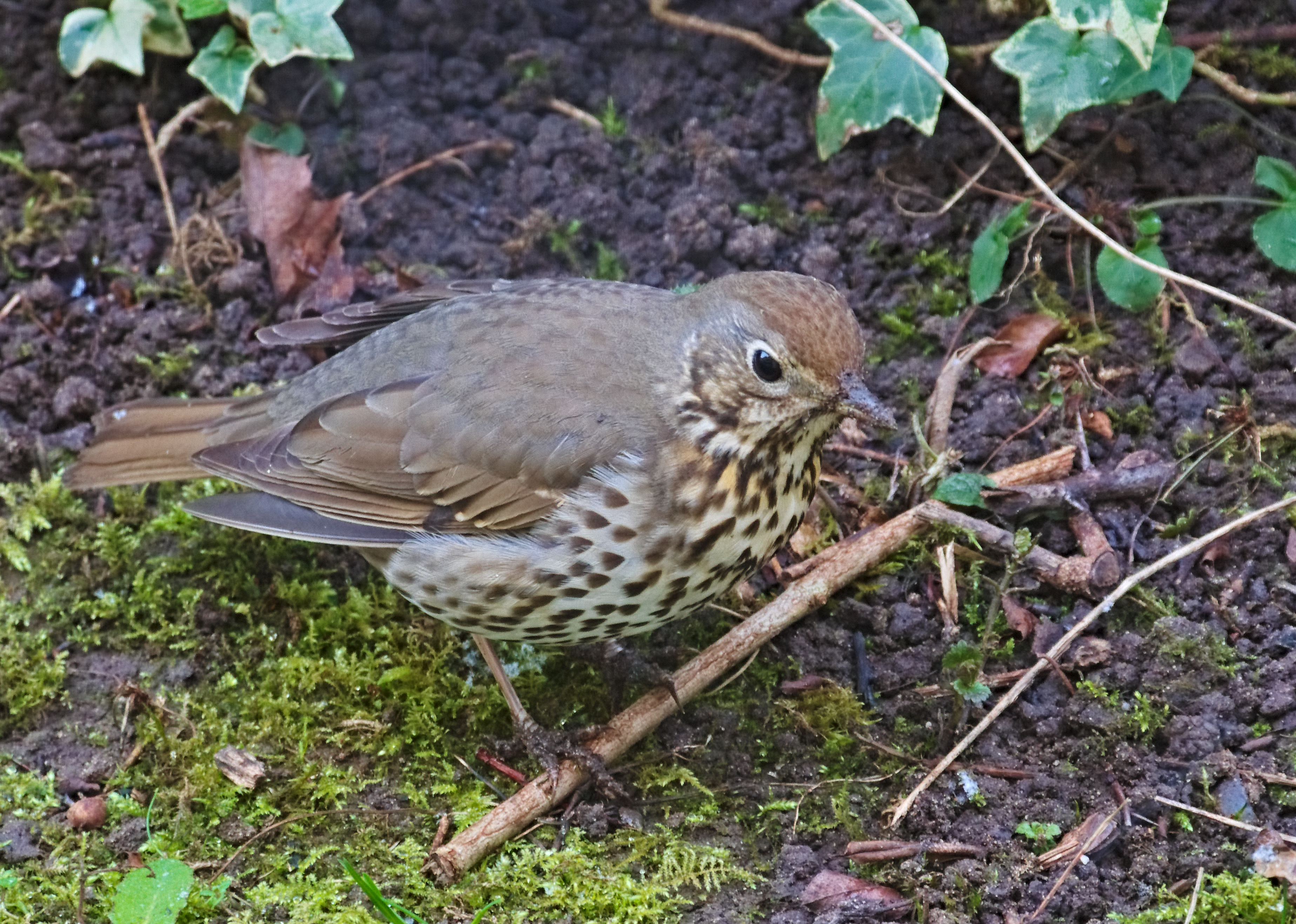
tordo-comum (Turdus philomelos)

Turdídeos (Turdidae) ou tordos é uma família de aves da ordem Passeriformes de ocorrência por todo mundo. Muitas espécies dessa família recebem o nome popular de sabiá, de origem tupi. Os turdídeos compartilham usualmente os seguintes traços: corpo alongado e pernas robustas, peito proeminente, cabeças largas e bicos medianos. A maior parte das espécies se locomovem de modo confortável sobre o solo, onde graciosamente são vistos pulando atrás de invertebrados enterrados.
Sua plumagem com frequência é ornada com tons de terra e traços ruivos, assim como listras e pontos contrastantes de preto e cinza; por outro lado, há espécies de coloração totalmente azul. Complexas são suas vocalizações e gorjeios, muitas vezes com ressonância etérea.
O habitat da espécie se estende de densas florestas a pastagens, habitualmente evitando ambientes áridos.
A alimentação dos turdídeos engloba ampla variedade de invertebrados, a exemplo de insetos, minhocas e aranhas, como também pequenas frutas. Conquanto alguns também consumam até pequenos vertebrados, este hábito raramente representa considerável proporção da dieta da maioria. Em regiões de clima temperado, o consumo de frutas é crítico para espécies endêmicas durante o inverno. O modo de forrageamento por presas se dá mediante coleta ou vasculha na camada superficial do solo.

## Géneros
- Alethe (2 espécies)
- Brachypteryx (3 espécies)
- Cataponera Hartert, 1896 (1 espécie)
- Catharus Bonaparte, 1850 (12 espécies)
- Chlamydochaera (1 espécie)
- Cichlopsis Cabanis, 1850 (1 espécie)
- Cochoa (4 espécies)
- Entomodestes Stejneger, 1883 (2 espécies)
- Geomalia Stresemann, 1931 (1 espécie)
- Heinrichia (1 espécie)
- Heteroxenicus (1 espécie)
- Hylocichla S.F. Baird, 1864 (1 espécie)
- Ixoreus (1 espécie)
- Myadestes Swainson, 1838 (12 espécies)
- Myophonus Temminck, 1822  (9 espécies)
- Neocossyphus Fischer & Reichenow, 1884 (2 espécies)
- Nesocichla Gould, 1855 (1 espécie)
- Pseudalethe (4 espécies)
- Psophocichla Cabanis, 1860 (1 espécie)
- Ridgwayia (1 espécie)
- Sialia Swainson, 1827 (3 espécies)
- Stizorhina (2 espécies)
- Turdus Linnaeus, 1758 (79 espécies)
- Zoothera Vigors, 1832 (39 espécies)

- Commons
- Wikispecies